# Torcicolo (ave)
Torcicolo é o nome vernáculo dado às duas espécies de pica-pau pertencentes ao género Jynx.

## Espécies
| Image | Nome científico | Nome em português              | Distribuição                                                                             |
| ----- | --------------- | ------------------------------ | ---------------------------------------------------------------------------------------- |
|       | Jynx torquilla  | Torcicolo-eurasiático          | norte, atinge o Círculo Polar Ártico e a área de ocorrência inclui a Espanha no sudoeste |
|       | Jynx ruficollis | Torcicolo-de-garganta-castanha | África Subsaariana                                                                       |